# Horst Löffler
Horst Löffler (* 17. März 1942 in Langenau) ist ein ehemaliger Schwimmer aus der Bundesrepublik Deutschland, der 1964 als Mitglied der gesamtdeutschen Mannschaft eine olympische Silbermedaille gewann.
Horst Löffler startete für den SSV Ulm 1846. Er konnte sich 1964 als dritter Schwimmer aus der Bundesrepublik Deutschland für die Olympiateilnahme über die 100-Meter-Freistilstrecke qualifizieren. Bei den Olympischen Spielen in Tokio schwamm er im Vorlauf 55,6 Sekunden, im Halbfinale schied er in 56,0 Sekunden aus. Mit der 4-mal-100-Meter-Freistilstaffel in der Besetzung Horst Löffler, Frank Wiegand aus Rostock, Uwe Jacobsen aus Darmstadt und Hans-Joachim Klein aus Darmstadt gewann er mit vier Sekunden Rückstand auf die Staffel aus den Vereinigten Staaten die Silbermedaille. Diese Staffel gehörte zu den wenigen Teams in der gesamtdeutschen Mannschaft, in dem ost- und westdeutsche Sportler gemeinsam antraten.
Für seine sportlichen Leistungen wurde er am 11. Dezember 1964 mit dem Silbernen Lorbeerblatt ausgezeichnet.